# Tuchwalker

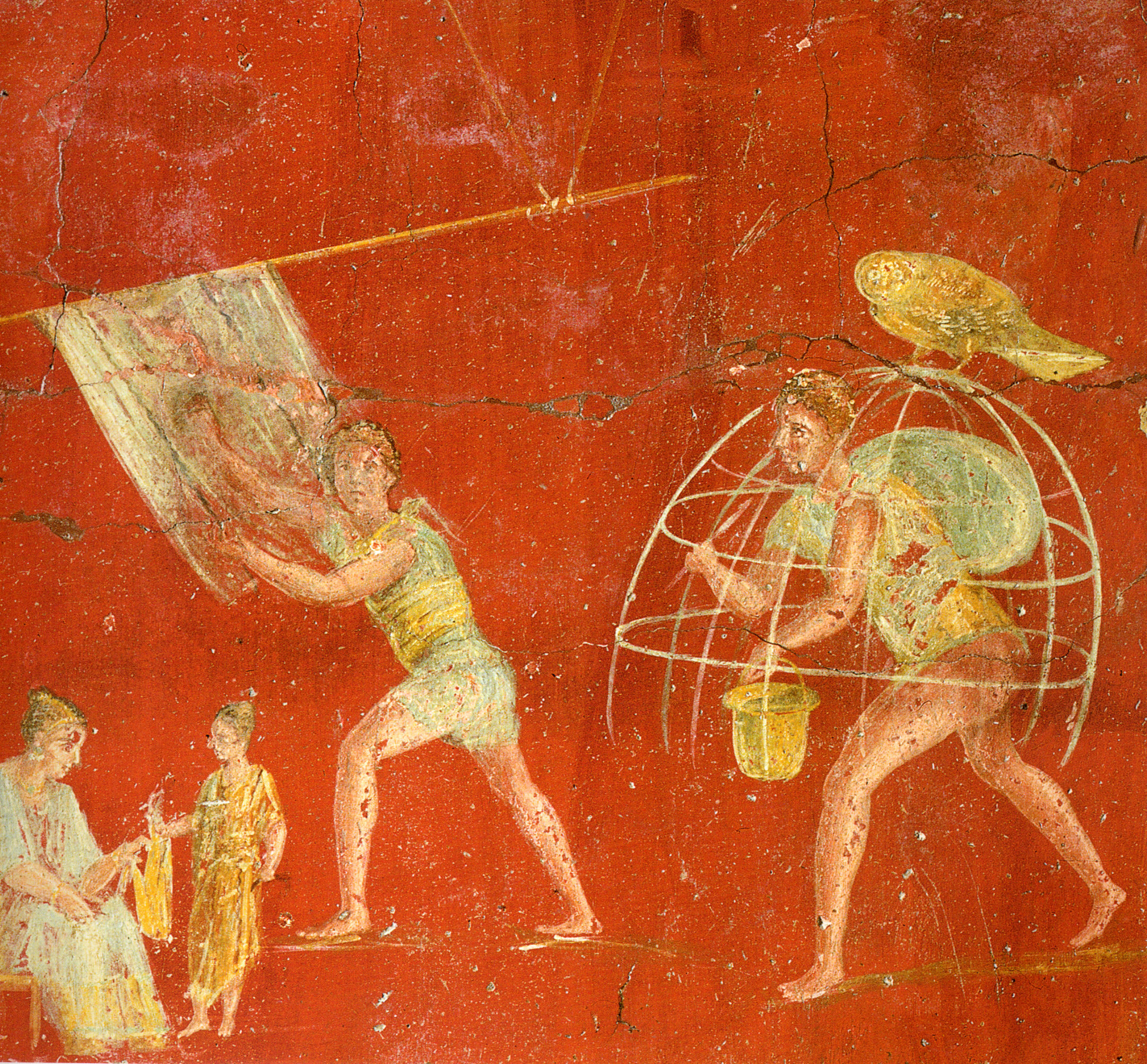
Römisches Fresko aus der Fullonica (Walkerei) des Veranius Hypsaeus in Pompeji.

Tuchwalker (lateinisch Fullones) waren Arbeitskräfte, die seit der römischen Antike das Gewerbe der Wäschereinigung betrieben.

## Geschichte
Da die Römer noch keine Seife kannten, benutzten sie tierischen und menschlichen Urin als Reinigungsstoff, da dessen Ammoniakgehalt selbst den speckigsten Schmutz beseitigt. In größeren Orten befanden sich teils unterirdisch angelegte, teils am Wegesrand verlaufende Kloakensammelstellen, an denen riesige Amphoren als Sammelbecken standen. In größeren Städten wurde die Sammlung, Verteilung und Entsorgung durch verpachtete „Harnwerke“ von den Magistraten organisiert. Diese florierende „Latrinenindustrie“ betrieben die „Tuchwalker“, lateinisch fullo, Mehrzahl: fullones, und stellten damit einen einträglichen Wirtschaftszweig dar. Dies nutzte Kaiser Vespasian (69–79) aus und belegte dieses Gewerbe mit einer „Harnsteuer“. Er rechtfertigte seine Entscheidung mit den überlieferten Worten: „pecunia non olet“ (Geld stinkt nicht). Gleichzeitig sorgten die Tuchwalker damit auch für die Beseitigung der flüssigen Körperausscheidungen.
In speziellen Waschzubern wurde die abgegebene wollene Oberbekleidung in dem eingesammelten Urin eingeweicht, anschließend mit den nackten Füßen der Tuchwalker durchgewalkt und geschmeidig gestrampelt. Es scheint aber auch eine gewisse „Tuchwalker-Stange“ gegeben zu haben, denn mit einer solchen wurde der Apostel Jakobus der Jüngere im Jahre 62 erschlagen. Eine anschließende Spülung mit klarem Wasser, meist aus einem nahe gelegenen Bach oder einem Aquädukt, schloss den Reinigungsprozess ab. Diese Art der Wäschereinigung war mancherorts noch bis ins 19. Jahrhundert üblich. Nach der Erfindung des Waschbretts und der Seife geriet diese Methode in Vergessenheit.
Belege für die Tätigkeit der Fullones finden sich in den ausgegrabenen Fresken von Pompeji und im Römermuseum Schwarzenacker. Außerdem ist deren Existenz seit 1258 in Aachen und vielen weiteren ehemaligen römischen Städten erwähnt. Als Schutzgöttin der Tuchwalker wie auch aller Handwerker und Gewerbetreibenden diente Minerva, deren Fest jährlich am 19. März begangen wurde. Viele Familien- und Straßennamen deuten auch heute noch auf die frühere Tätigkeit der Tuchwalker hin.